# Сийи (Бельгия)
Сийи́, или Силли́ (фр. Silly [sili], валлон. Chili / Ch’li, нидерл. Opzullik) — коммуна в Валлонии, расположенная в провинции Эно, округ Суаньи. Принадлежит Французскому языковому сообществу Бельгии. На площади 17,70 км² проживают 7995 человек (плотность населения — 118 чел./км²), из которых 49,67 % — мужчины и 50,33 % — женщины. Средний годовой доход на душу населения в 2003 году составлял 13 816 евро.
Почтовый код: 7830. Телефонный код: 068.
Название коммуны происходит от протекающего по её территории ручья Силь (фр. Sille, нидерл. Zulle). В англоязычном мире Сийи иногда упоминают в контексте географических объектов с «необычными» названиями, так как орфографически французское имя коммуны совпадает с английском словом «silly» (глупый).

## Города-побратимы
- Сан-Миниато